# Cameron Richardson
Cameron Richardson (Baton Rouge, 11 settembre 1979) è un'attrice e modella statunitense.
Nel 2002 era 76ª nella classifica delle 102 donne più sexy del mondo, stilata dalla rivista Stuff e 52ª nella classifica Hot 100, del 2005, stilata dalla rivista Maxim. È apparsa sulla copertina del gennaio-febbraio 2008 della rivista Women's Health.

## Filmografia

### Cinema
- Frank McKlusky, C.I. (2002)
- Barely Legal - Doposcuola a luci rosse (National Lampoon's Barely Legal 2003)
- Dorm Daze - un college di svitati (National Lampoon Presents Dorm Daze, 2003)
- The Good Humor Man, regia di Tenney Fairchild (2005)
- Supercross (2005)
- Alla deriva - Adrift (Open Water 2, 2006)
- La setta delle tenebre (Rise, 2007)
- Alvin Superstar (Alvin and the Chipmunks, 2007)
- Familiar Strangers (2008)
- Women in Trouble (2009)
- Wreckage (2010)
- Hard Breakers (2010)
- Holy Ghost People (2013)
- Come diventare una sposa perfetta (2017)
- Dead Ant regia di Ron Carlson (2017)

### Televisione
- F.B.I. Protezione famiglia (Cover Me: Based on the True Life of an FBI Family) - serie TV, 24 episodi (2000-2001)
- Skin - serie TV, 5 episodi (2003-2004)
- Dr. House - Medical Division (House M.D.) - serie TV, episodio 2x13 (2005)
- Point Pleasant - serie TV, 13 episodi (2005-2006)
- If You Lived Here, You'd Be Home Now (2006)
- 12 Miles of Bad Road - serie TV, 6 episodi (2008)
- Harper's Island - serie TV, 10 episodi (2009)
- Entourage - serie TV, 3 episodi (2006-2011)
- Shameless - serie TV, 2 episodi (2013)

## Doppiatrici italiane
- Selvaggia Quattrini in Dr. House - Medical Division, Harper's Island.
- Loredana Nicosia in Dorm Daze - un college di svitati.
- Rossella Acerbo in Alla deriva - Adrift.
- Connie Bismuto in Alvin Superstar.
- Eleonora De Angelis in Shameless
- Marina Guadagno in Barely Legal.
- Domitilla D'Amico in F.B.I. Protezione famiglia.
- Laura Latini in Point Pleasant.
- Laura Amadei in Entourage.